# Kalafrana
Kalafrana est un petit village de Malte située dans le sud de Malte, faisant partie du conseil local (Kunsill Lokali) de Birżebbuġa compris dans la région (Reġjun) Xlokk.

## Histoire
Ce petit village est en voie de disparition, il est de plus en plus grignoté par l’extension du Malta Freeport.
Il était le lieu d’implantation de la première base d'hydravions créée en 1917, fermée en 1979 et incorporée dans le Freeport dans les années 2010.

## Sources
- (mt) Alfie Guillaumier, Bliet u Rħula Maltin (Villes et villages maltais), Klabb Kotba Maltin, Malte, 2005.
- (en) Juliet Rix, Malta and Gozo, Brad Travel Guide, Angleterre, 2013.
- Alain Blondy, Malte, Guides Arthaud, coll. Grands voyages, Paris, 1997.